# Юрасов, Олег Александрович
Оле́г Алекса́ндрович Юра́сов (27 ноября 1954 — 23 января 1989) — гвардии майор ВДВ, Герой Советского Союза.

## Биография
Родился в 1954 году на станции Щербинка Ленинского района Московской области. С 1962 по 1972 год учился в Остафьевской средней школе (ныне ГБОУ школа № 2122 имени Героя Советского Союза О.А. Юрасова города Москвы).
В рядах Советской Армии с ноября 1973 года. В 1979 году окончил Рязанское высшее воздушно-десантное командное дважды Краснознамённое училище имени Ленинского комсомола. По окончании училища проходил службу в 331-м гвардейском парашютно-десантном полку (город Кострома) 106-й гвардейской воздушно-десантной дивизии, в должности (последовательно) командира взвода, заместителя командира разведывательной роты, командира разведывательной роты.
С июня 1987 года — начальник штаба, заместитель командира 2-го парашютно-десантного батальона 345-го гвардейского парашютно-десантного полка в составе ограниченного контингента советских войск в Афганистане. Награждён двумя орденами Красной Звезды.
23 января 1989 года, за три недели до окончания вывода советских войск, погиб в бою во время операции «Тайфун». Когда окружённые советскими войсками боевики под прикрытием мирных жителей пытались вырваться из кишлака Калатак на Южном Саланге, гвардии майор Юрасов с разведывательным взводом огнём из автоматов заставил противника залечь, а жителям дал возможность уйти в безопасное место. Получив тяжёлое ранение, в тот же день скончался. За мужество и героизм, проявленные в экстремальной ситуации, посмертно удостоен звания Героя Советского Союза (указ от 10 апреля 1989 года, медаль № 11593).
Похоронен в селе Остафьево (Остафьевское кладбище Москвы).

## Награды
- Медаль «Золотая Звезда» Героя Советского Союза (посмертно);
- орден Ленина (посмертно);
- два ордена Красной Звезды;
- медали.

## Память
- Имя О. А. Юрасова присвоено Средней общеобразовательной школе № 5 г. Щербинки (Государственное бюджетное общеобразовательное учреждение города Москвы «Школа № 2122 имени Героя Советского Союза О.А. Юрасова»)[3]. 27 ноября 1990 года, в день памяти Героя, в этом учебном заведении был открыт музей боевой и трудовой славы «Память»[4].
- Имя О. А. Юрасова носит муниципальное бюджетное учреждение дополнительного образования города Костромы «Центр внешкольной работы „Беркут“».
- С 1998 года в городе Костроме проводится открытый турнир «Золотое кольцо России» по армейскому рукопашному бою памяти Олега Юрасова. В 1999 году турнир получил статус Всероссийского. В 2004 году соревнованиям присвоен официальный статус Всероссийского турнира Кубок «Золотое Кольцо России» памяти Героя Советского Союза Олега Юрасова; они стали вторыми по рейтингу в плане-календаре Федерации армейского рукопашного боя России после Первенства России. С 2011 года турнир памяти Олега Юрасова получил статус Кубка России по армейскому рукопашному бою[5].
- Именем Олега Юрасова названа улица в городе Костроме.
- В городе Костроме открыли сквер памяти Героя Советского Союза Олега Юрасова (сквер, названный именем героя-земляка, разбит во дворах домов № 179 и 181 на улице Шагова — неподалёку от дома, где жил Олег Юрасов)